# Hospital de la Reina (Ponferrada)
El Hospital de la Reina es un centro sanitario situado en la localidad de Ponferrada, provincia de León (Castilla y León).
El centro no está integrado en ninguna organización sanitaria, aunque mantiene conciertos con Sacyl. Cuenta con 72 camas.
La Real Fundación Hospital de la Reina fue fundada por los Reyes Católicos en 1492, sin que de aquella época se conserven las normas por las que se regía en cuanto a su finalidad y funcionamiento, siendo después la Real Cédula de Carlos IV de 27 de septiembre de 1790 quien proveyó a dicha institución de una ordenación general. El 5 de febrero de 1912 fue clasificado como Fundación Benéfico-Asistencial por Orden Ministerial.